# Sancha Aznar van Navarra
Sancha Aznar van Navarra, Sancha van Larraun was als echtgenote van (koning-regent) Jimeno Garcés de Navarra koningin van het koninkrijk Navarra.
Sancha was een dochter van Aznar Sanchez, heer van Larraun, en Oneca Fortúnez, een dochter van Fortún Garcés. Ze was tevens tante van, vanwege haar moeders eerste huwelijk met Abd Allah ibn Mohammed, van de kalief Abd-ar-Rahman III van Córdoba.
Haar kinderen uit het huwelijk met Jimeno Garcés waren:
García Jiménez, die later samen met zijn moeder naar Gascogne zou uitwijken.
Sancho Jiménez, gehuwd met Quissilo, dochter van graaf García van Bailo
Dadildis Jiménez, gehuwd met Muza Aznar, heer van Huesca (een kleinzoon van Aznar II Galinda van Aragón)